# ラーマーヤナの登場人物一覧
ラーマーヤナの登場人物一覧は、インドの叙事詩『ラーマーヤナ』に登場する人物の一覧。（ヴァナラ、ラークシャサなども含む）。

## イクシュヴァーク王家

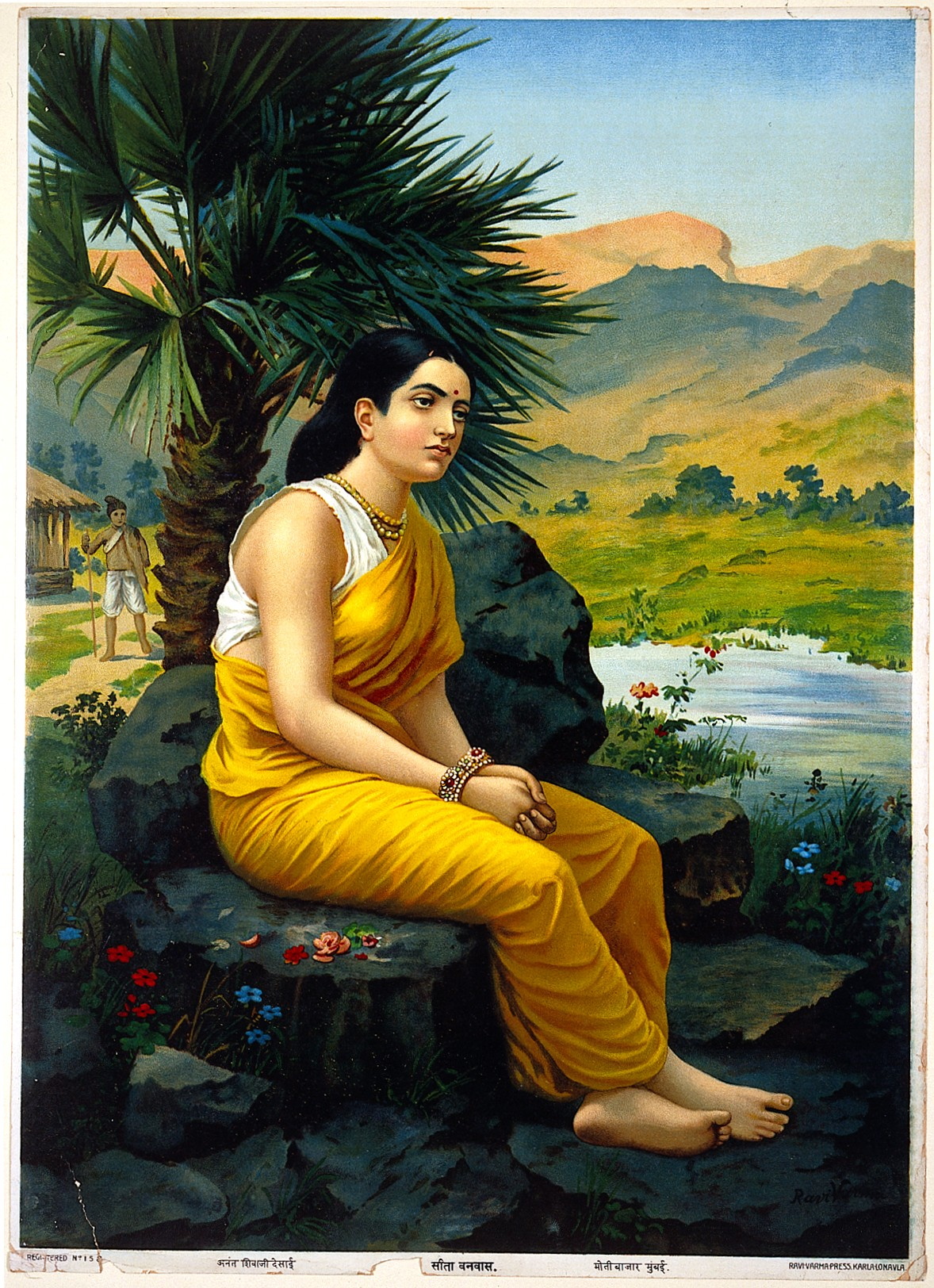
ラーマの妃、シータ

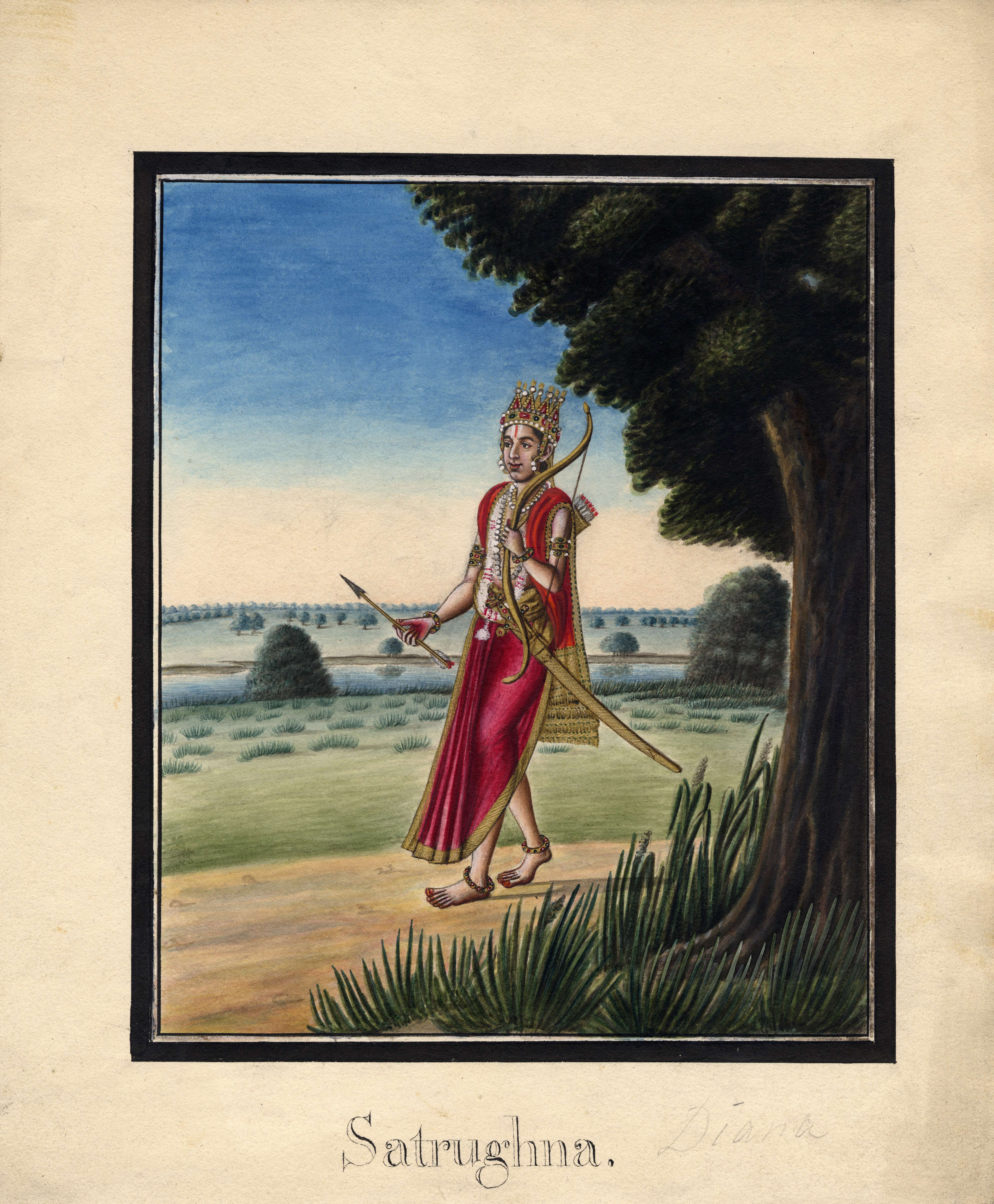
シャトルグナ

主にアヨーディヤを中心とする、英雄ラーマとその関係者。伝説のイクシュヴァークを始祖とする日種王朝に属する。
ラーマ
ラクシュマナ
ラーマ王子の弟、スミトラー妃の息子。ラーマに忠実に仕える。
シーター
ラーマの妃、ジャナカ王家出身。ダンダカの森でラーヴァナにさらわれる。
バラタ
ダシャラタ王とカイケーイー妃の息子。
シャトルグナ
ダシャラタ王とスミトラー妃の子。ラクシュマナの双子の弟。
ダシャラタ
アヨーディヤーの王。ラーマの父。ラーマ追放後に急逝する。
カウサリヤー
ダシャラタ王妃。ラーマの母。
カイケーイー
ダシャラタ王妃、バラタの母。
スミトラー
ラクシュマナ、シャトルグナの母。
ジャナカ
ミティラーの王。シーターとウールミラーの父。聖王ニミの子孫。
ウールミラー
ジャナカ王の娘で、シーターの妹。ラクシュマナの妻。
クシャドヴァジャ
ジャナカの弟。
マーンダヴィー
クシャドヴァジャの娘。バラタの妻。
キールティー
クシャドヴァジャの娘。シャトルグナの妻。
クシャ、ラヴァ
ラーマとシーターの間に生まれた双子の息子。シーター追放後に生まれた。
スマントラ
アヨーディヤーの主馬寮
マンタラー
カイケーイーの侍女。ラーマの追放をカイケーイーに勧めた。

## ヴァナラ族

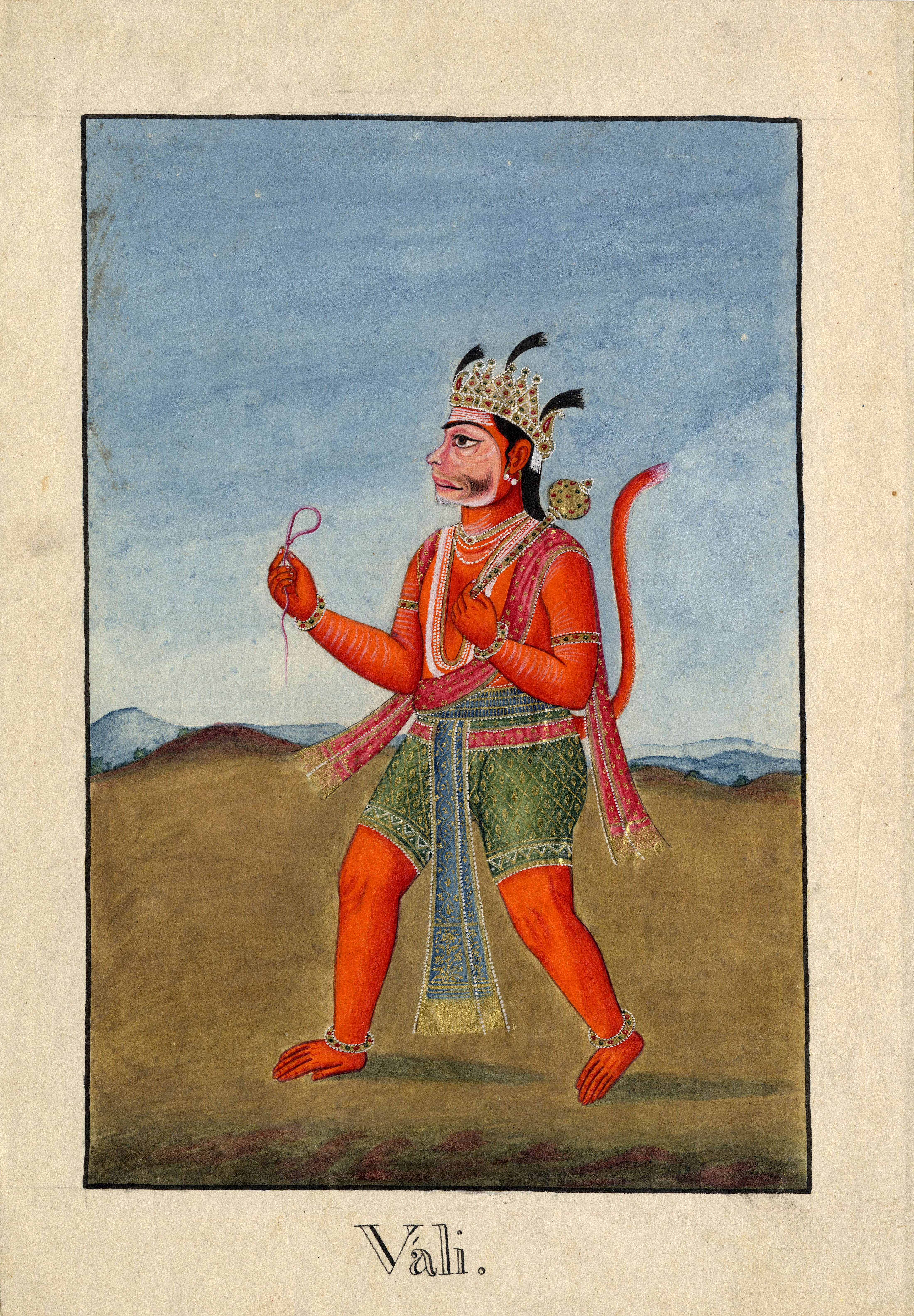
猿王ヴァーリン

猿族。ラーマの協力者。キシュキンダーを根拠地とする。主要なヴァナラは神々の子とされている。

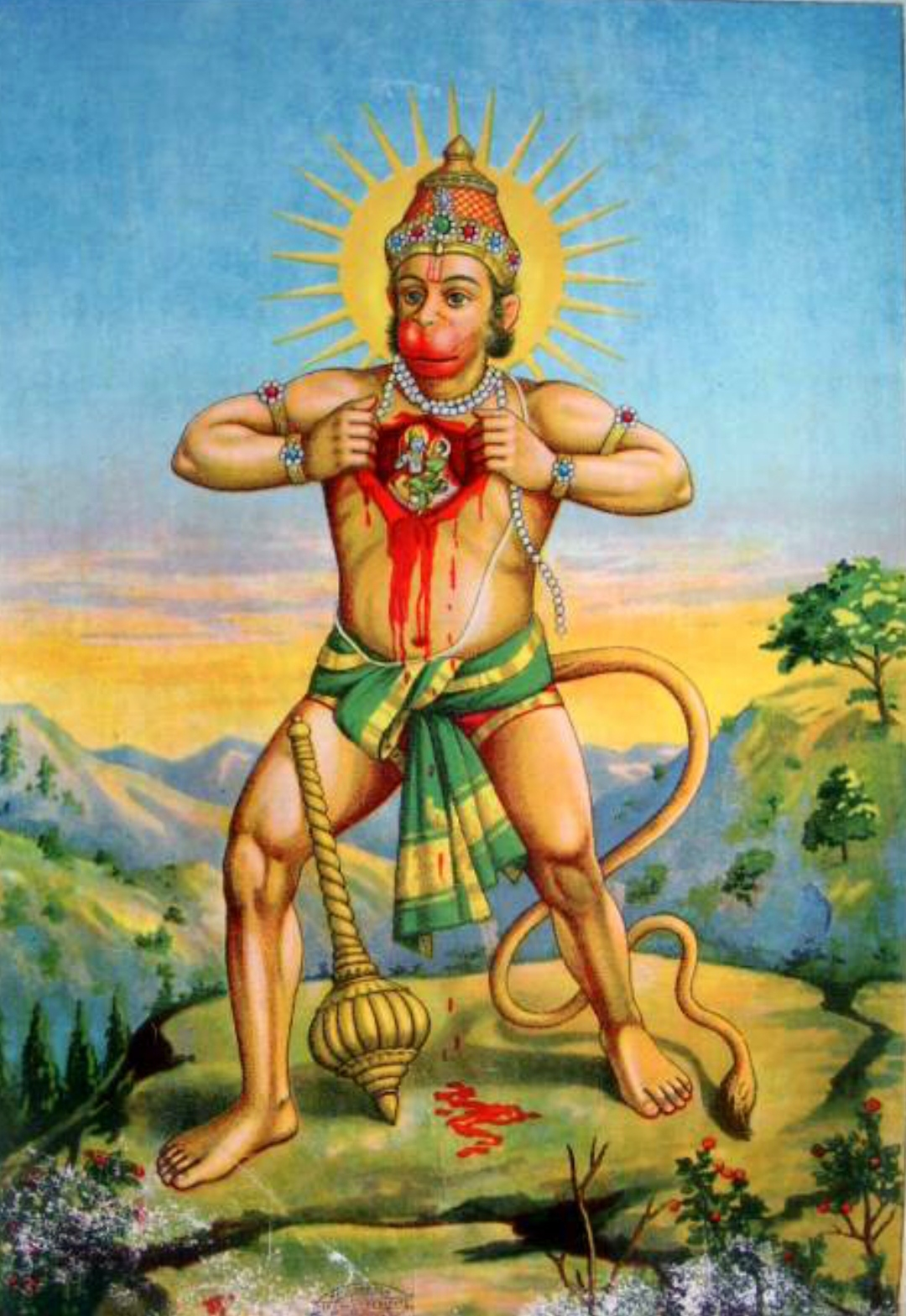
ハヌマーン
風神ヴァーユの子。
スグリーヴァ
猿王。太陽神 スーリヤの子で、ヴァーリンの弟。リシュヤムーカ山に隠れ住む。
ヴァーリン
猿王。神王インドラの子。ヴァナラの都キシュキンダーの支配者。
アンガダ
ヴァーリンとターラーの子。
スシェーナ
水神ヴァルナの子。
ガンダマーダナ（あるいはガンダマダン）
財宝の神クヴェーラの子。
ナラ
建築の神ヴィシュヴァカルマンの子。
ニーラ
火神アグニの子。
マインダ、ドゥヴィヴィダ（あるいはマインドラ、ディヴィク）
アシュヴィン双神の子。
シャラバ
雨神パルジャニヤの子。
ターラー
ヴァーリンの妻。アンガダの母。
ルーマー
スグリーヴァの妻。
ジャームバヴァット
神話的な熊の王。
- 他、ヴィナタ、ヴェーダガルシン、ガヴァークシャ、ガヤ、クムダ、スホートラ、タラ、パナサ、リシャヴァなど。

## ラークシャサ

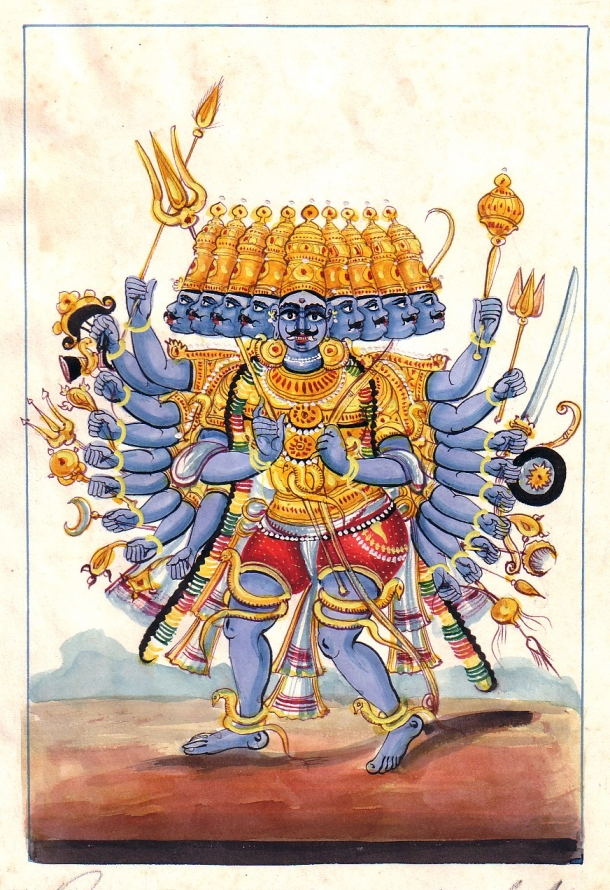
羅刹の王、ラーヴァナ

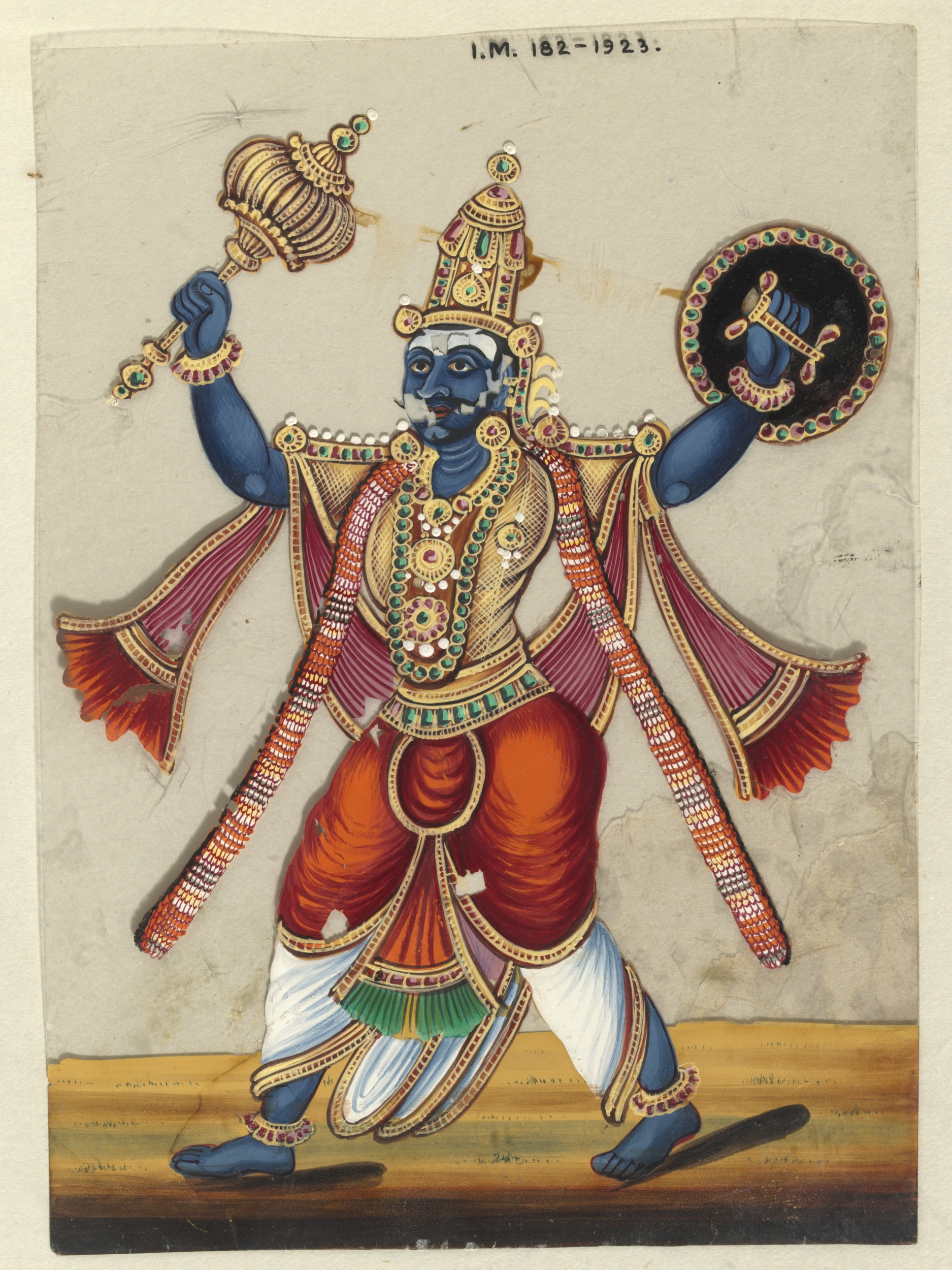
ラーヴァナの弟、クンバカルナ

羅刹の一族。ランカー島を根拠地とする。

### ラーヴァナの一族
ラーヴァナ
羅刹の王、ランカー城に居住。
クンバカルナ
ラーヴァナの弟。ブラフマー神の呪いによって一年の大半を休眠している。
ヴィビーシャナ
ラーヴァナの弟。ラーマとの戦争が始まる直前に帰順した。戦後、羅刹の王となる。
カラ
ラーヴァナの弟。ダンダカの森でラーマに倒される。
シュールパナカー
ラーヴァナの妹で、ラーマの妻シーターを略奪するようそそのかす。
マンドーダリー
ラーヴァナの妃。インドラジットの母。
ダニヤマーリニー
ラーヴァナの第2の妃。
インドラジット
ラーヴァナの子。インドラを捕らえてランカーに連れ去ったと言われる。魔術に長けている。
アクシャ
ラーヴァナの息子の1人。
アティカーヤ
ラーヴァナの息子の1人。
デーヴァーンダカ
ラーヴァナの息子の1人。
トリシラス
ラーヴァナの息子の1人。
ナラーンタカ
ラーヴァナの息子の1人。
クムバ、ニクムバ
ともにクムバカルナの子。
マカラークシャ
カラの子。

### その他のラークシャサ
ヴィディユッジフヴァ
魔術に長けたラークシャサ。
ドゥームラークシャ
ラークシャサの武将の1人。
ヴァジュラダンシュトラ
ラークシャサの武将の1人。
アカムパナ
ラークシャサの武将の1人。
プラハスタ
ラークシャサの武将の1人。
ジャムブマーリン
プラハスタの子。
サラマー
捕らわれたシーターに友好的な羅刹女の1人。
トリジャター
ランカーの滅亡を予見する。捕らわれたシーターに友好的な羅刹女の1人。
ニクムビラー
ランカーの守護女神とされる羅刹女。
- 他、アジャムキー、アヨームキー、ヴィカター、ヴィルパークシャ、エーカジャター、サーラナ、シャールドゥーラ、シュカ、ショーニタークシャ、シンヒカー、ドゥーシャナ、ドゥルダラ、ドゥルムキー、ハリジャター、プラガサ、プラジャンガ、マッタ、マハーパールシュヴァ、マホーダラ、マーリャヴィンなど。

## 鳥族

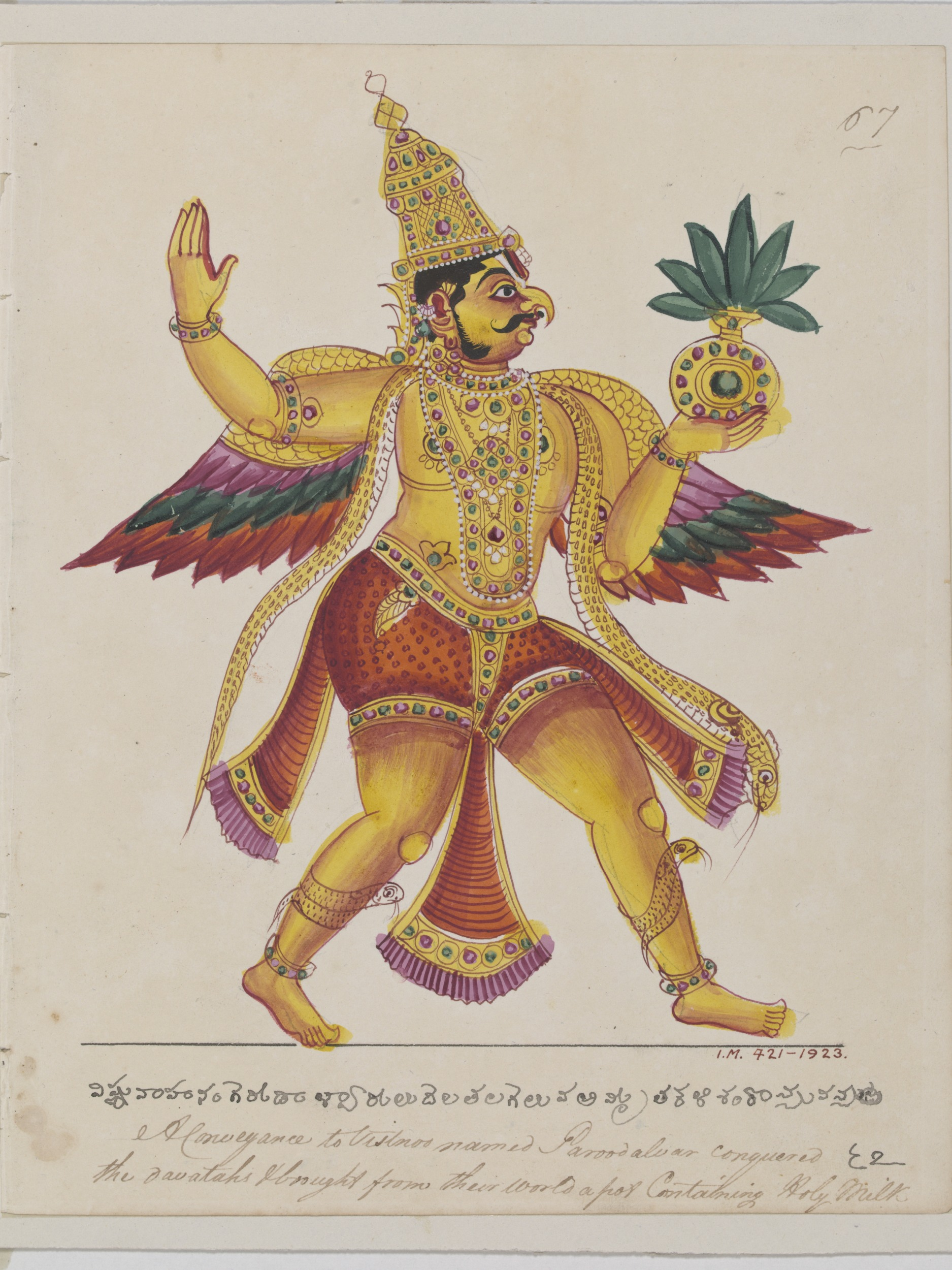
鳥神、ガルダ

ガルダ
ラーマ軍の危機を助けに現れる。
サムパーティ
老齢の鷲。シーターの行方をハヌマーンに伝えた。
ジャターユ
老齢の鷲。サムパーティの弟。ダンダカの森にやってきたラーマの盟友になった。

## その他

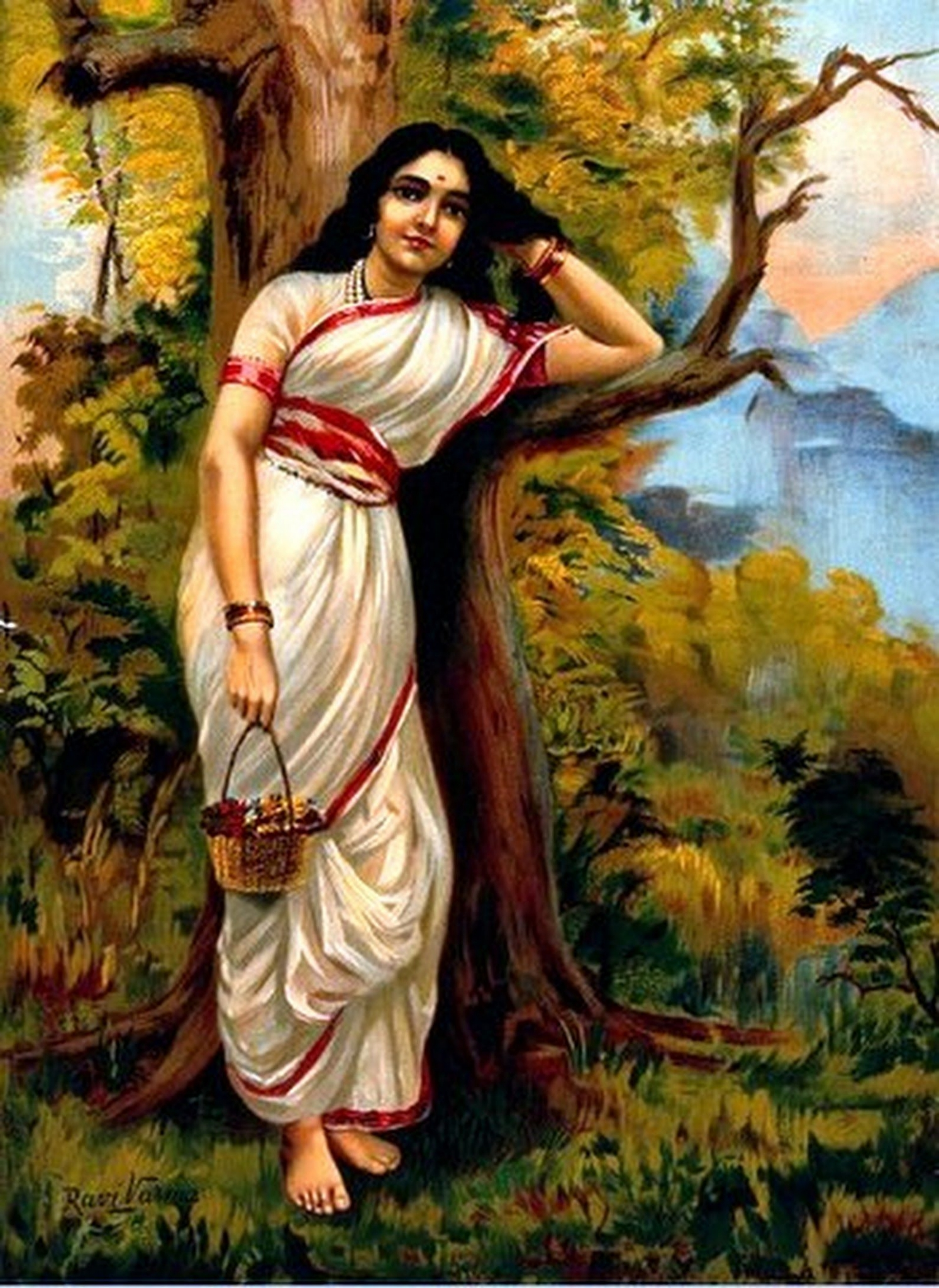
アハリヤー

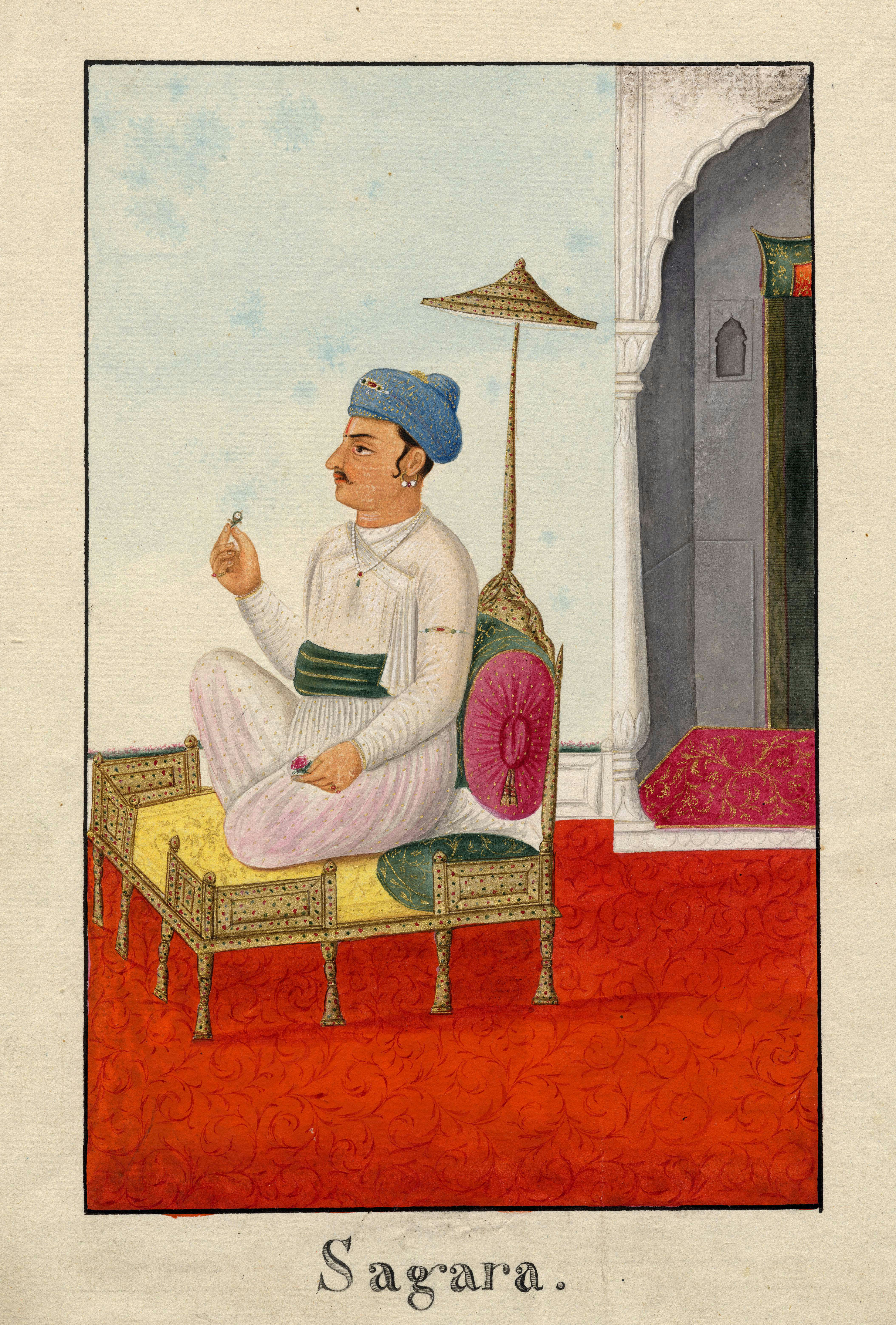
サガラ、ラーマ王子の先祖

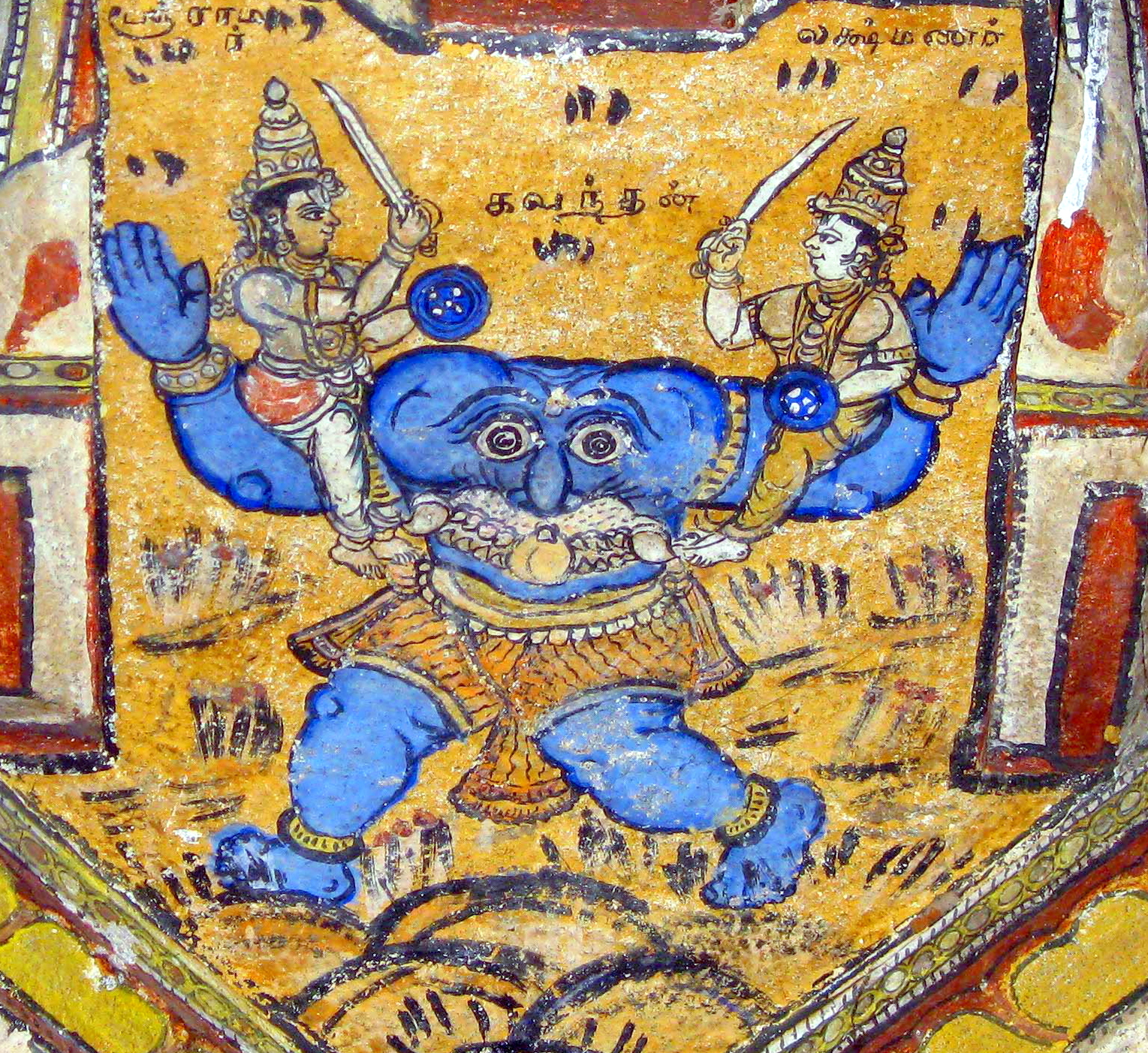
カバンダ

聖仙、挿話的人物、羅刹以外の怪物など。

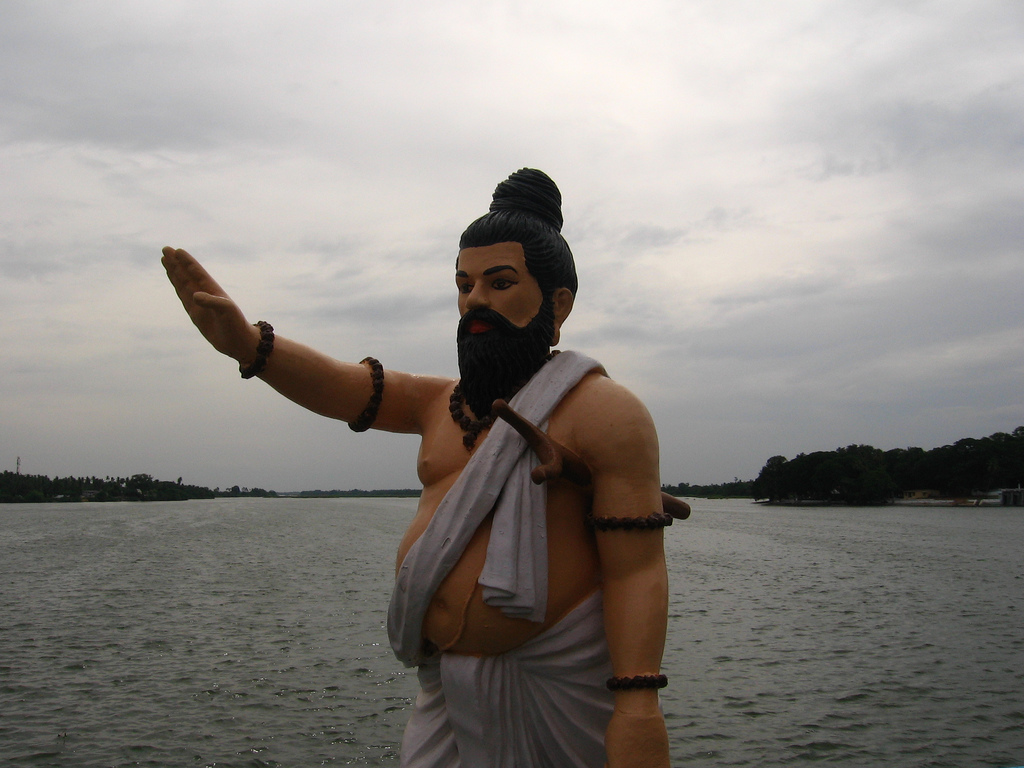
アガスティヤ
神話的聖仙。ラーマに武器を授ける。
アナスーヤー
神話的な女性。聖仙アトリの妻。
アナラニヤ
アヨーディヤーの王。かつてラーヴァナに滅ぼされた。
アハリヤー
カウシカ･ガウタマ仙の妻。
アムバリーシャ
アヨーディヤーの神話的な王。
アンシュマット
アヨーディヤーの神話的な王。
ヴァシシュタ
神話的な聖仙。
ヴァールミーキ
叙事詩『ラーマーヤナ』の著者とされる聖者。
ヴィシュヴァーミトラ
もとクシャトリヤの聖仙（王仙）で、ヴァシシュタと対立した。
カピラ
ヴィシュヌ神の化身とされる聖者。
ガンガー
ガンジス川の女神。
カバンダ
ダンダカの森に棲む怪物。もともとはアスラ族だった。
グハ
ニシャーダ族の王、ラーマ王子の親友。
サガラ
アヨーディヤーの神話的な王。
ジャフヌ
ガンガーを飲み込んだ聖者。
シャヴァリー
パンパー湖畔に住む女苦行僧。
ジャーヴァーリ
アヨーディヤーの王宮に仕える聖者。
ターラカー
女怪。ラーマに倒された。
トゥムブル（ヴィラーダ）
天上の楽師だったが、クベーラ神に呪われて怪物となった。
トリシャンク
アヨーディヤーの神話的な王。南十字星になったといわれる。
バギーラタ
アヨーディヤーの神話的な王。ガンガーを地上に降ろしたとされる。
パラシュラーマ
クシャトリアの殺戮者。ヴィシュヌ神の化身とされる聖者。
マーリーチャ
ダンダカの森で美しい鹿に変化し、ラーマとラクシュマナを誘い出して、シーターの誘拐を助けた。
マーンダカルニ
パンパー湖を造った聖者。
メーナカー
美しいアプサラス。
ラムバー
美しいアプサラス。
リシュヤ・シュリンガ
頭に角を持つ聖者。
アグニ
火神